# پیمان کمپ دیوید
پیمان کمپ دیوید (به عبری: הסכמי קמפ דייוויד، به عربی: اتفاقیه کامب دیفید و به انگلیسی: Camp David Accords) نام پیمانی است که به‌وسیله انور سادات رئیس جمهور مصر و مناخیم بگین، نخست‌وزیر وقت اسرائیل در تاریخ ۲۶ شهریور ۱۳۵۷ (۱۷ سپتامبر ۱۹۷۸) به امضا رسید.
پیمان کمپ دیوید پس‌از دوازده روز مذاکرات مخفی و با میانجی‌گری ایالات متحده آمریکا در کمپ دیوید که یکی از استراحتگاه‌های مقام ریاست‌جمهوری ایالات متحده آمریکا، نهایی شد و در تاریخ ۲۶ شهریور ۱۳۵۷ با حضور جیمی کارتر، رئیس‌جمهور وقت آمریکا در کاخ سفید به امضای نهایی رسید. پیمان کمپ دیوید اولین پیمان صلح میان طرفین جنگ اعراب و اسرائیل بود که به صلح میان مصر و اسرائیل انجامید.
انور سادات اولین رئیس وقت یک کشور عربی از طرفین جنگ اعراب و اسرائیل بود که به صلح با اسرائیل و به رسمیت شناختن این کشور اقدام کرد. وی حدود ۳ سال بعد در هنگام یک رژه نظامی توسط افراد گروهک جهاد اسلامی مصر ترور شد.

## متن توافقنامه
پیمان‌نامهٔ کمپ دیوید ۸ بند داشت:
- نیروهای اسرائیل باید در سه سال پس از بستن پیمان از صحرای سینا عقب نشینند.
- لزوم برقراری روابط دوستانه و روابط کامل دیپلماتیک میان دو طرف
- به رسمیت شناختن تمامیت ارضی اسرائیل
- استقرار نیروهای حافظ صلح سازمان ملل متحد در منطقهٔ مرزی سینا
- جواز گذر کشتی‌های اسرائیل از آبراه سوئز
- شروع مذاکرات دربارهٔ خود مختاری فلسطینیان در نوار غزه و کرانهٔ باختری رود اردن به فاصله یک ماه پس از عقد قرارداد
- انتخابات برای تعیین دولتی خودمختار در نوار غزه و ساحل غربی رود اردن؛ سپس عقب‌نشینی ۵ سالهٔ نظامی و غیرنظامی نیروهای اسراییل
- گروهی برای رسیدگی به همهٔ ادعاهای مالی دو طرف تشکیل شود.

به هرحال طبق این ۸ بند درعمل این منافع به طرفین رسید:
1. مصر: پس دادن صحرای سینا به مصر
2. اسرائیل: به رسمیت شناخته شدن کشور اسرائیل و تمامیت ارضی آن، رابطهٔ اقتصادی او با مصر و راه یافتنش به آبراه سوئز
3. فلسطین: تشکیل دولت خودمختار و عقب‌نشینی اسرائیل

## جایزه صلح نوبل
امضای پیمان کمپ دیوید در افکار عمومی جهانی باعث به وجود آمدن امید آشتی و صلح میان اعراب و اسرائیل و آغازی برای صلحی پایدار در منطقه خاورمیانه شد، از همین روی بنیاد نوبل در سال ۱۹۷۸ جایزه صلح خود را به‌طور مشترک به انور سادات و مناخیم بگین اهدا کرد.

## واکنش‌های بین‌المللی

### سازمان ملل
مجمع عمومی سازمان ملل قطعنامه‌ای را به درخواست سازمان آزادی‌بخش فلسطین به تصویب رساند که شامل محکومیت ضمنی توافقنامه صلح بود، زیرا بدون مشارکت سازمان ملل و سازمان آزادی‌بخش فلسطین بوده و برخلاف منشور ملل متحد منعقد شده و حقوق انفکاک ناپذیر مردم فلسطین شامل حق بازگشت آوارگان فلسطینی، حق تعیین سرنوشت و حق حاکمیت ارضی را دربرنمی گیرد.

### سازمان کنفرانس اسلامی
در واکنش به پیمان کمپ دیوید، سازمان کنفرانس اسلامی رای به «تعلیق عضویت مصر» داد، اما در تاریخ ۱۹ ژانویه ۱۹۸۴، از «مصرِ اسلامی» بدون قراردادن هیچ پیش‌شرطی، دعوت به ادامه عضویت کرد.

### اتحادیه عرب
در واکنش به پیمان کمپ دیوید، اتحادیه عرب عضویت مصر را به حالت «تعلیق» درآورد و تمام کمک‌های اقتصادی به آن را قطع کرد. هم‌چنین مقر مرکزی اتحادیه عرب از قاهره به تونس منتقل شد. در سال ۱۹۸۹ مصر مجدداً به اتحادیه عرب دعوت شد و مقر اتحادیه به قاهره بازگشت.

### ایران
در هنگام امضای پیمان کمپ دیوید، اردشیر زاهدی آخرین سفیر ایران، قبل از پیروزی انقلاب ایران در آمریکا به نمایندگی از محمدرضا شاه شرکت داشت و از سوی ایران پیمان صلح میان مصر و اسرائیل را به مردم هردو کشور تبریک گفت. پس از انقلاب ۱۳۵۷، نظام جمهوری اسلامی ایران با پیمان مذکور به مخالفت برخاست و از به رسمیت شناختن آن امتناع ورزید. سید روح‌الله خمینی، در واکنش به این قرار داد، اقدام به قطع رابطه ایران با مصر کرد.

## بعد از انقلاب مصر
در پی برکنار شدن حُسنی مبارک از مقام ریاست‌جمهوری مصر در تاریخ ۱۰ فوریه ۲۰۱۱ میلادی و واگذاری اختیارات کشور به «شورای عالی نیروهای مسلح مصر» این شورا با انتشار بیانیه‌ای بر تعهد این کشور به معاهدات بین‌المللی و منطقه‌ای مصر، از جمله «پیمان کمپ دیوید» تأکید کرد. با این‌حال بعد از پیروزی محمد مرسی در انتخابات ریاست جمهوری مصر، وی از تجدیدنظر در قرارداد کمپ دیوید خبر داد.